# Trona (mineral)
La trona és un mineral de la classe dels carbonats. La paraula amb què es designa aquest mineral és un terme suec, que deriva de l'àrab tron, i que significa sal nativa.

## Característiques
La trona és un carbonat amb un 41,14% de Na₂O, un 38,94% de CO₂ i un 19,92% d'H₂O. És un complex de carbonat i hidrogencarbonat hidratat en sodi. Cristal·litza en el sistema monoclínic formant cristalls columnar, podent-se trobar també de manera fibrosa i massiva. La seva duresa és de 2,5 a l'escala de Mohs, trobant-se en aquesta escala entre el guix i la calcita. S'empra com a font natural del carbonat de sodi, d'àmplia aplicació en la indústria. Calcinant la trona en forns s'obté la cendra de sosa, emprada en la producció de sabó, vidre i paper.
Segons la classificació de Nickel-Strunz, la trona pertany a «05.CB - Carbonats sense anions addicionals, amb H₂O, amb cations grans (carbonats alcalins i alcalinoterris)» juntament amb els següents minerals: termonatrita, natró, monohidrocalcita, ikaïta, pirssonita, gaylussita, calconatronita, baylissita i tuliokita.

## Formació i jaciments
Es troba dipositat com evaporita en llacs salins i jaciments fluvials, mai en evaporites marines. També apareix com eflorescències en sòls de regions àrides. Rarament s'ha trobat en fumaroles. Sol trobar-se associada a altres minerals com: natró, termonatrita, halita, glauberita, thenardita, mirabilita, guix, shortita, northupita, bradleyita o pirssonita. Als territoris de parla catalana ha estat descrita al volcà de la Crosa de Sant Dalmai, a Bescanó (Gironès).